# Desigualdade de Leggett-Garg
A desigualdade de Leggett-Garg, em homenagem a Anthony James Leggett e Anupam Garg, é uma desigualdade matemática preenchida por todas as teorias físicas macrorrealistas. Aqui, macrorrealismo (realismo macroscópico) é uma visão clássica definida pela conjunção de dois postulados:
| “ | Macrorrealismo per se: "Um objeto macroscópico, que tem disponível dois ou mais estados macroscopicamente distintos, está em um determinado momento em um desses estados definidos." | ” |

| “ | Mensurabilidade não-invasiva: "É possível, em princípio, determinar em qual desses estados o sistema está, sem qualquer efeito sobre o próprio estado, ou sobre a dinâmica subseqüente do sistema." | ” |